# Papillion
Papillion és una població dels Estats Units a l'estat de Nebraska. Segons el cens del 2008 tenia 23.739 habitants.

## Demografia
Segons el cens del 2000, Papillion tenia 16.363 habitants, 5.505 habitatges, i 4.337 famílies. La densitat de població era de 1.515,1 habitants per km².
Dels 5.505 habitatges en un 46% hi vivien nens de menys de 18 anys, en un 67,3% hi vivien parelles casades, en un 8,8% dones solteres, i en un 21,2% no eren unitats familiars. En el 17,4% dels habitatges hi vivien persones soles el 6,2% de les quals corresponia a persones de 65 anys o més que vivien soles. El nombre mitjà de persones vivint en cada habitatge era de 2,9 i el nombre mitjà de persones que vivien en cada família era de 3,3.
Per edats la població es repartia de la següent manera: un 31,6% tenia menys de 18 anys, un 8,2% entre 18 i 24, un 30,2% entre 25 i 44, un 22% de 45 a 60 i un 8% 65 anys o més.
L'edat mediana era de 34 anys. Per cada 100 dones de 18 o més anys hi havia 92,3 homes.
La renda mediana per habitatge era de 63.992$ i la renda mediana per família de 70.737$. Els homes tenien una renda mediana de 45.678$ mentre que les dones 27.984$. La renda per capita de la població era de 24.521$. Aproximadament el 2,5% de les famílies i el 2,7% de la població estaven per davall del llindar de pobresa.

## Poblacions més properes
El següent diagrama mostra les poblacions més properes.